# Oospira duci
Oospira duci is een slakkensoort uit de familie van de Clausiliidae. De wetenschappelijke naam van de soort is voor het eerst geldig gepubliceerd in 2007 door Maasen en Gittenberger als Oospira (Oospira) duci.

## Ondersoorten
- Oospira duci duci Maasen & Gittenberger, 2007
- Oospira duci pentaptychia H. Nordsieck, 2016
- Oospira duci tetraptychia H. Nordsieck, 2016